# Fabiola (film, 1949)
Pour plus de détails, voir Fiche technique et Distribution.
Fabiola est un film franco-italien réalisé par Alessandro Blasetti, sorti en 1949. C'est une adaptation libre du roman Fabiola, ou l'Église des catacombes (Fabiola or, the Church of the Catacombs) de Nicholas Wiseman (1854).

## Synopsis

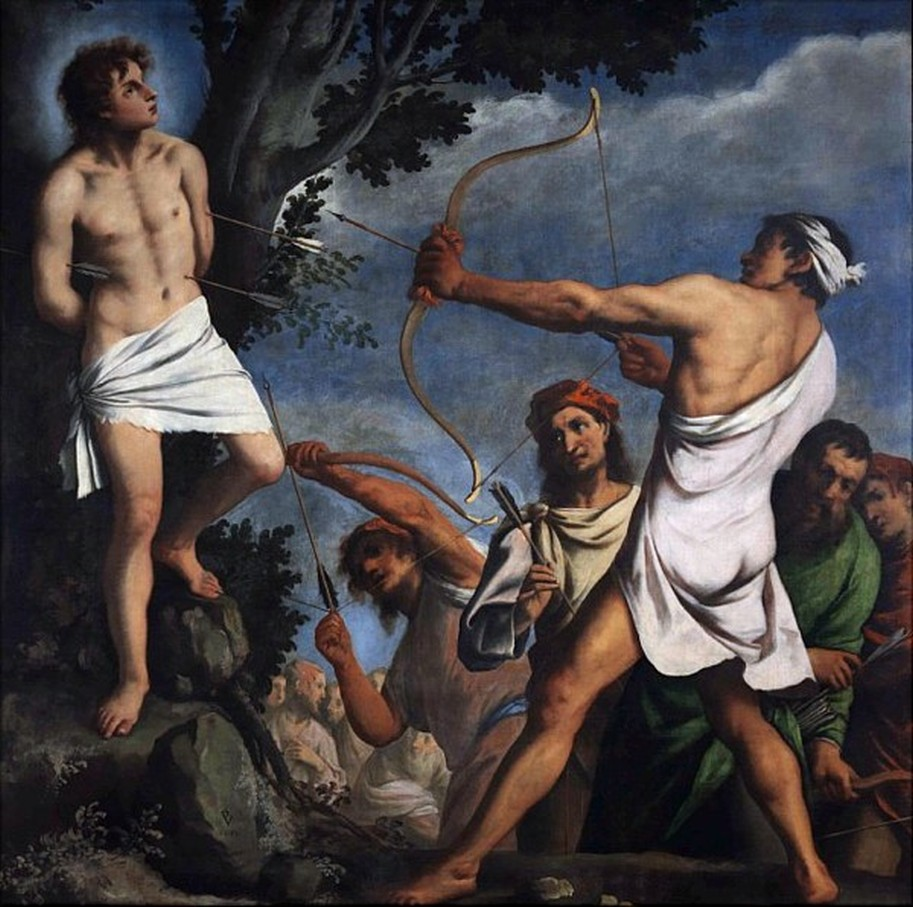
Martyre de Saint-Sébastien par Pietro della Vecchia (huile sur toile, 1654).

Rome, IVe siècle. Au prétexte de participer à des combats de gladiateurs, le jeune Gaulois chrétien Ruhal arrive dans la ville dans le but de convertir les Romains. Chez le sénateur Fabien Sévère, il fait la connaissance de la fille de celui-ci, Fabiola, et s'en éprend. Mais, durant la nuit, le sénateur est assassiné par des milices qui laissent des indices accusant les chrétiens. Fabiola, bien que suspectant Ruhal, prend sa défense lors de son procès, mais il est condamné à être mis à mort dans l'arène avec d'autres chrétiens. Alors que Fabiola obtient sa liberté, Ruhal est sauvé grâce au sacrifice du centurion Sébastien. Fabiola se convertit et rejoint Ruhal dans l'arène. Celui-ci affronte vaillamment ses adversaires en les épargnant, conformément à sa foi. Les gladiateurs finissent par suivre son exemple et cessent le combat. C’est alors que l’empereur chrétien Constantin entre dans Rome avec ses troupes et instaure la paix en même temps que le christianisme.

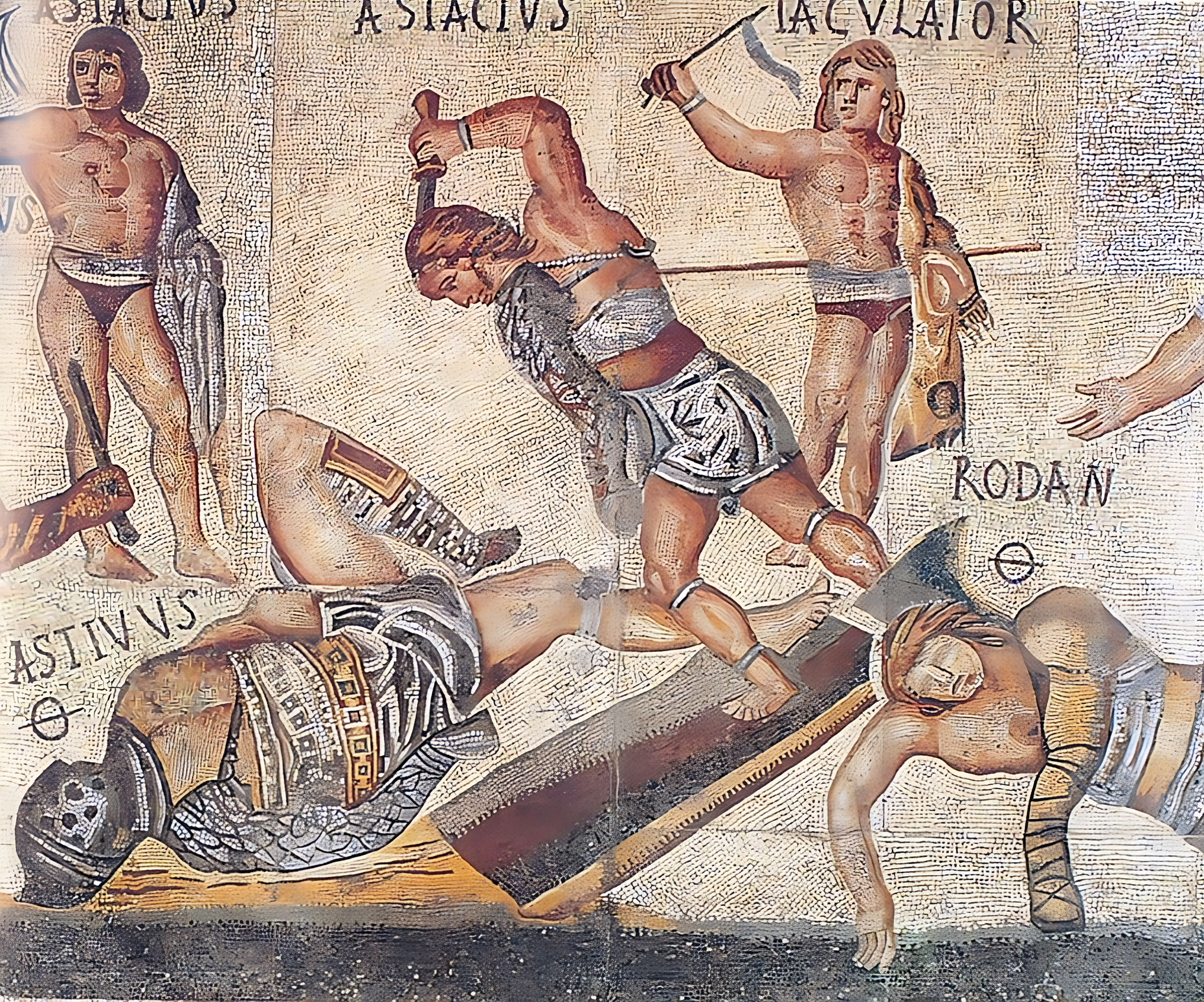
Combat de gladiateurs au IVe siècle
Mosaïque de la Villa Borghèse (320 apr. J.-C.)

## Fiche technique
- Titre original : Fabiola[Note 1],[1]
- Réalisation : Alessandro Blasetti, assisté de Sergio Leone (non crédité)
- Scénario et adaptation : Suso Cecchi d’Amico, Umberto Barbaro, Alessandro Blasetti, Vitaliano Brancati, Renato Castellani, Emilio Cecchi, Diego Fabbri, Lionello De Felice, Corrado Pavolini, Antonio Pietrangeli, Alberto Vecchietti, Cesare Zavattini d’après l’adaptation d’Alessandro Blasetti, Mario Chiari et Diego Fabbri du roman Fabiola, ou l'Église des catacombes, du cardinal Nicholas Wiseman (Fabiola or, the Church of the Catacombs, 1854)
- Adaptation française : Jean-Georges Auriol
- Direction artistique : Claude Heymann
- Conseiller artistique : Giuseppe Della Torre
- Décors : Arnaldo Foschini, Veniero Colasanti
- Costumes : Veniero Colasanti
- Photographie : Mario Craveri
- Cadrage : Ubaldo Marelli, Amleto Duse
- Son : Ovidio Del Grande, Giovanni Paris
- Montage : Mario Serandrei
- Musique : Enzo Masetti
- Pays d'origine :  France,  Italie
- Langue originale : italien
- Production : Salvo D’Angelo
- Sociétés de production[2] : Franco-London-Film (France), Universalia Film (Italie)
- Sociétés de distribution : Filmsonor (distributeur d'origine, France)[2], Gaumont[3],[4] (France et vente à l'étranger)
- Format : noir et blanc — 35 mm — 1.37:1 — son monophonique
- Genre : drame historique, péplum
- Durée : 187 min (durée totale des deux époques)
- Dates de sortie : 
  - Italie : 3 mars 1949
  - France : 18 mai 1949
- (fr) Classifications et visa CNC[Note 2] : mention « tous publics » :
  - 1re époque Mirage de Rome (112 min), Art et Essai,  visa d'exploitation no 7858 délivré le 28 juin 1948 pour une 1re époque initialement baptisée L'Église dans les catacombes (modification du titre le 21 février 1949)[1]
  - 2e époque Le Sang des martyrs (75 min) : visa d'exploitation no 7859 délivré le 28 juin 1948 pour une 2e époque  initialement baptisée Les Martyrs (modification du titre le 21 février 1949)[1]
- Affiches : Duccio Marvasi, Bernard Lancy (France)

## Distribution
- Michèle Morgan : Fabiola
- Henri Vidal : Ruhal
- Michel Simon : le sénateur Fabien Sévère
- Louis Salou : Fulvien Pétrone
- Massimo Girotti  (V.F : Roger Rudel) : Sébastien
- Gino Cervi (V.F : Pierre Morin) : Quadrato
- Elisa Cegani  (V.F : Jandeline) : Sira
- Paolo Stoppa  (V.F : Claude Peran) : le proconsul Manlius Valerien
- Franco Interlenghi : Corvinius
- Gabriele Ferzetti : Claudius
- Sergio Tofano : Lucien
- Rina Morelli : Faustina
- Carlo Ninchi  (V.F : Gautier-scilla) : Tertulle Galba
- Lorena Berg : Cécilia
- Virgilio Riento : Pierre
- Guglielmo Barnabo : Antonin Letus
- Luca Cortese : Corbulone
- Silvana Jachino : Domitilla
- Walter Lazzaro : Armondion
- Egisto Olivieri
- Paolo Ferrari

## Tournage
- Intérieurs[5]: Cinecittà (Rome)
- Extérieurs[5] : arènes de Vérone (Italie)
- Le film a disposé d'un budget de 400 millions de lires, de cinquante mille figurants et 88 décors. Il a nécessité deux ans de préparation et a bénéficié de la participation de célèbres acteurs français et italiens de l'époque.

## Autour du film
- Remake du film italien muet Fabiola d’Enrico Guazzoni (1918).
- On voit la bande-annonce du film dans le film Le Viager.